# Salwator Estrugo Solves
Salvador Estrugo Solves (ur. 12 października 1862; zm. 10 sierpnia 1936) – hiszpański błogosławiony Kościoła katolickiego. 

## Życiorys
Od dziecka marzył zostać kapłanem. Studiował w seminarium w Walencji, a w 1888 roku otrzymał święcenia kapłańskie. Był wikarym parafii w Tous, a także opiekował się pacjentami w szpitalu. Został zamordowany podczas wojny domowej w Hiszpanii; miał 74 lata.
Został beatyfikowany w grupie Józef Aparicio Sanz i 232 towarzyszy przez papieża Jana Pawła II w dniu 11 marca 2001 roku.